# Архимандрит Виктор (Гиздавић)
Виктор (световно Велимир Гиздавић; Чечина, код Ивањице, 8. новембар 1874 — Манастир Студеница, 22. децембар 1952) био је игуман Манастира Љубостиње и Студенице, архимандрит.

## Биографија
Архимандрит Виктор (Гиздавић) рођен је 8. новембара 1874. године у Чечини, код Ивањице од честитих родитеља Петра и Саве. Основно образовање завршио је у Ивањици и Богословију Светог Саве у Београду у 1901. године.
Замонашио се у Манастиру Студеница. Рукоположен је за јерођакона 1896. године, а учин јеромонаха презвитера 1898. После Студенице (1903) прелази у Манастир Вујан код Горњег Милановаца и добија чин игумана, а од 1905. до 1911. године је игуман у Манастиру Љубостињи, након чега је премештен у Манастир Сретење кабларско.
Уочи и за време Великог рата игуман Виктор је у овчар-кабларском Манастиру Свете Тројице и у Жичи. Године 1919. владика жички Николај Велимировић га је псотавио за старешину Манастира Жича. Од 1923. године поново је у Студеници, а  од 1930. до 1934. године је архимандрит студенички и старешина Манастира Студенице. Управу мад Манастиром Вујан је поново примио 1934. године. У овом манастиру је 1935. завршио конак који је започео његов претходник, јеромонах Теодосије Гачић. Исте године је о свом трошку доградио припрату на цркви Свете Богородице (подигнута 1824. године) године у бањи Горња Трепча, која је метох Манастира Вујна. На спомен плочи се уписао као Студеничанин.
У Студеницу се вратио 1937. године. Архимандрит Виктор Гиздавић се упокојио 22. децембра 1952. године у Манастиру Студеници код Краљева и сахрањен је на монашком гробљу.